# Lorenzo D. Lewelling
Lorenzo Dow Lewelling, född 21 december 1846 i Salem, Iowa, död 3 september 1900 i Arkansas City, Kansas, var en amerikansk politiker (Populistpartiet). Han var Kansas guvernör 1893–1895.
Lewelling var verksam som publicist i Iowa. År 1887 flyttade han till Kansas där han senare blev aktiv inom Populistpartiet. Med stöd från demokraterna vann han guvernörsvalet 1892.
Lewelling efterträdde 1893 Lyman U. Humphrey som Kansas guvernör och efterträddes 1895 av Edmund N. Morrill.
Lewelling avled 1900 och gravsattes på Maple Grove Cemetery i Wichita.